# Лов на перјанице
Лов на перјанице је лов дивљих птица намењен за чупање њиховог перја, нарочито шарених који су продавани и коришћени као украс, као што су Aigrette у прављењу шешира. Покрет против лова на перјанице у Уједињеном Краљевству су предводиле Ета Лемон и друге жене и основале су Краљевско друштво за заштиту птица. Лов на перјанице је био на врхунцу крајем 19. и завршен је почетком 20. века.
До краја 19. века, лов на перјанице је скоро избрисао популацију снежних чапљи у Сједињеним Америчким Државама. Фламингоси, Roseate spoonbill, велика бела чапља и паун су такође жртве ловаца на перјанице. Рајска птица царице Немачке је такође била популарна мета ловаца на перјанице.
Викторијанска мода је укључивала велике шешире са широким ободима украшеним сложеним креацијама од свиленог цвећа, тракама и егзотичним перјем. Шешири су понекад укључивали читаве егзотичне птице које су биле препариране. Перје је често долазило од птица у Еверглејдсу, од којих су неке скоро избрисане прекомерним ловом. До 1899. рани еколози, попут Аделин Кнап, су се ангажовали у покушајима да смање лов на перјанице. До 1900. више од пет милиона птица је убијано сваке године, укључујући 95 посто птица на обали Флориде.
На Хавајима су перјанице носили углавном имућни. Канака Маоли (староседеоци Хаваја) нису ловили и убијали птице. 

## Лов на перјанице
На прелазу у 20. век, хиљаде птица је убијано како би се обезбедило перје за украшавање женских шешира. Мода која је почела 1870-их постала је толико распрострањена да су до 1886. године птице убијане за прављење шешира по стопи од пет милиона годишње и многе врсте су се због тога суочиле са изумирањем. На Флориди су птице перјанице прво отеране из најнасељенијих подручја у северном делу државе и приморане да се гнезде јужније. До касних 1880-их, више није било великог броја птица перјаница надохват најуређенијих градова Флориде.
Најпопуларнија перја су потицала од разних врста чапљи, познатих као little snowies због свог снежно белог перја. Још више цењене су биле nuptial plumes, које су узгајане током сезоне парења и које су птице показале током удварања. Такозвани osprey перјаници, заправо чапље, су коришћени као део униформи британске војске све док нису укинути 1889. Ловокрадице су често улазиле у густо насељена склоништа, где су пуцале, а затим ишчупали птици које су се склониле. Незаштићена јаја су постала лак плен за предаторе, као и новоизлегле птице, које су такође гладовале.
Ловци на перјанице су у прошлости десетковали чапље, али се ситуација поправила када су добили заштиту у 20. веку.
Године 1886. пет милиона птица убијено због перја. Ловљени су обично на пролеће, када им је перје било обојено за парење и гнежђење. Перјанице су 1915. године продавали за 32 долара, што је тада била и цена злата. Прављење шешира је коштало индустрију 17 милиона долара годишње која је мотивисала ловце да чекају у гнезда чапље и друге птице током сезоне гнежђења, пуцају у одрасле пушкама и остављају младе да гладују. Перје водених птица Еверглејдса се могло наћи у Хавани, Њујорку, Лондону и Паризу. Ловци су за дан могли сакупити перје од стотину птица.

## Гај Бредли
Године 1885. Гај Бредли и његов старији брат Луис су служили као извиђачи запаженог француског ловца на перјанице Жана Шевалија на његовом путовању у Еверглејдс. У пратњи пријатеља Чарлија Пирса, отпловили су и завршивши своје путовање у Ки Весту. У то време перје је продавано за више од 20 долара (501 долар 2011), било је вредније по тежини од злата. На својој експедицији, која је трајала неколико недеља, убили су 1397 птица од 36 врста. Бредли је на крају постао управник који је штитио птице од лова на перјанице.

## Конзервација
На Флориди, у настојању да контролишу лов на перјанице, Америчко удружење орнитолога и Национална асоцијација друштава Audubon (сада Национално друштво Audubon) су убедили законодавно тело државе Флорида да донесе модел закона о заштити птица 1901. године. Ове организације су тада запошљавале управнике да штите и успостављају колонијална уточишта за птице.
Таква забринутост јавности и Теодор Рузвелт су довели до његове реализације 14. марта 1903. којом је острво Пеликан успостављено као прво национално уточиште за дивље животиње у Сједињеним Америчким Државама које штите чапље и друге птице од истребљења. Почетно федерално земљиште је посебно издвојено за нетржишни облик дивљих животиња (смеђи несит) када се 12.000 m² острва Пеликан прогласило за федерални резерват за птице 1903. године. Национално уточиште за дивље животиње на острву Пеликан је прво веродостојно уточиште. Први управник запослен у влади на острву Пеликан, Пол Крегел, био је управник Audubon чија је плата била један долар месечно. Гај Бредли је погођен и убијен након што се суочио са ловцима на перјанице.
Пратећи скроман тренд започет на острву Пеликан, многа друга острва и парцеле земље брзо су намењена за заштиту различитих врста колонијалних гнездарица које су уништаване због перјаница. Таква склоништа су укључивала Бретонско национално уточиште за дивље животиње у Луизијани (1904), Национално уточиште за дивље животиње на Флориди (1905), Национално уточиште за дивље у Лоуизијани (1907) и Национално уточиште за дивље животиње у Ки Весту (1908).

## Бирд Сити
Бирд Сити је приватна резерват природе пловки, налази у округу Ајбирија. Склониште је основао око 1895. Познато је због своје бујне тропске флоре као одговор на ловце на перјанице крајем 19. века који су скоро избрисали популацију снежних чапљи у Сједињеним Америчким Државама док су трагали за перјем.
Макилени је претражио обалу Мексичког залива и пронашао неколико преживелих чапљи које је однео на своје имање. Тамо је пустио птице у авиаријум који је назвао летећи кавез, где су се птице убрзо прилагодиле новом окружењу. У јесен је пустио птице да мигрирају на југ током зиме.
Како се надао, птице су се на пролеће вратиле на острво, доносећи са собом још снежних чапљи. Овај образац се наставио све до 1911. године када је уточиште служило као летње гнездилиште за око 100.000 чапљи.
Због свог раног оснивања и примера другима, Теодор Рузвелт је својевремено је Бирд Сити назвао најзначајнијим резерватом у земљи. Данас се снежне чапље враћају у Бирд Сити сваког пролећа да се тамо гнезде све док на јесен не наставе своју миграцију.